# Pyrestes politus
Pyrestes politus là một loài bọ cánh cứng trong họ Cerambycidae.